# Stefan Czermak
Stefan Czermak (* 1948 in Elbląg) ist ein polnischer Violinist.

## Leben
Er studierte als Schüler Leonid Kogans am Tschaikowsky-Konservatorium in Moskau, das er mit einem Ehrendiplom verließ. Er gewann Wettbewerbe in Posen, Lissabon und Neapel. Er unterrichtete an der Musikakademie Breslau und war Konzertmeister der Breslauer Philharmonie.
Heute lebt Czermak in Wedel. Seit 1990 ist er Erster Konzertmeister der Hamburger Symphoniker. Daneben ist er Primarius des Schostakowitsch-Quartetts und unterrichtet an der Musikschule Pinneberg. Außerdem ist er künstlerischer Berater und Konzertmeister des Kammerorchesters Wedel, eines weit über die Grenzen der südholsteinischen Stadt hinaus bekannten Laienorchesters. Zu den zahlreichen
Auszeichnungen des international renommierten Geigenvirtuosen gesellte sich 2003 der Kulturpreis des Kreises Pinneberg, den auch das Kammerorchester Wedel (1983) und dessen heutiger Dirigent Valeri Krivoborodov (2006) erhielten.